# Olivier de Cayron
Pour les articles homonymes, voir Cayron.
Olivier de Cayron, né à Bourg-la-Reine en 1958 est un artiste plasticien autodidacte français contemporain. Il vit et travaille à Cachan. Dans son œuvre, la combinaison de la photographie, des réalisations numériques, des nouvelles technologies et du microperforé stimule la participation visuelle du spectateur. Après une période abstraite de 1985 à 1995, il se tourne résolument vers les nouvelles technologies soucieux d'appréhender la contemporanéité et les techniques actuelles.

## Biographie
Simultanément à des études de psychologie, Olivier de Cayron commence à dessiner et peindre en 1980  lors de soirées avec des amis étudiants aux Beaux-Arts de Paris. Il rencontre Michel Broomhead qui lui propose en 1987 sa première exposition dans sa galerie rue de Seine à Paris. Durant ces années il sera présenté comme jeune artiste abstrait proche de l'École de Paris. Il exposera souvent avec des artistes comme Pierre Dmitrienko, Mario Prassinos, Roger-Edgar Gillet et Gustave Singier dont il ressentira l'influence.
Quelques années plus tard, conscient d'être prisonnier d'un savoir faire, il casse tous les codes et se tourne vers des outils contemporains et actuels. Il se saisit d'un appareil  photo, d'un ordinateur, de plexiglass et de zinc. Il devient figuratif et se rapproche dans son travail du mouvement Op art.
En 1985, il cofonde l'association Art-Scenes avec Michèle Apied, Jean Portanteet Pascal Maupas, coédite la revue Art-Scenes pendant 25 ans. De nombreux artistes photographes plasticiens seront présentés comme Michel Kirch, Yves Krief, Thierry Barré, Ulrike Bolenz, Hervé Szydlowski, Marie-Laure Mallet Melchior et Adrienne Arth.
Après avoir été directeur artistique de la Manifestation d'Art contemporain "Art Contemporain 2000" dans les années 2000 à la porte d' Auteuil Paris, il rejoint le comité de sélection de la Manifestation d Art Contemporain Mac Paris de 2005 à 2010 puis, il cofonde avec Patrick Auguin en 2011 la Biennale d Art Contemporain : l'Art et le Grand Paris  au Pavillon Baltard . (Synthèse des Matières -Regards Photographiques- Techniques Numériques)
En 2017,il devient Président d'honneur de l'association internationale des vins rares et vieux millésimes à la suite de la réédition du plan topographique des grands vignobles de la côte d'or par Jules Lavalle de 1855 dessiné et lithographié à la plume par Ch. Normand. cette édition porte le nom de Cayron-Lavalle. Sa filiation avec le docteur Jules Lavalle lui permet d'éclairer l'importance de cet homme du XIXe siècle, auteur de l'ouvrage Histoire et statistique de la vigne des grands vins de la côte d'or.
À partir des années 2000, il est le premier[réf. nécessaire] à détourner de sa fonction industrielle et publicitaire le microperforé qu'il découpe en bandes et qu'il rehausse par rapport à l'image initiale après un transfert de photographie. Cette technique stimule la participation visuelle du spectateur. Il explore le paysage urbain et humain. S'inscrivant dans le mouvement Op Art, il crée le mouvement d'art contemporain Transfiguring avec 6 autres artistes: Adrienne Arth, Georges Dumas , Marie-Laure Mallet-Melchior, Françoise Peslherbe, Isabelle Seilern, VAM.
En 2020, à la suite de sa rencontre avec Serguey Dozhd, fondateur du Sciarsisme, Sciarsism-Sciarsists, il se rapproche naturellement de par ses recherches de ce mouvement qui réunit des artistes internationaux, comme Ulrike Bolenz qui fait aussi  partie du mouvement Transfiguring Optico-Narratif.
À partir de 2022, il co-dirige la Mixtamediartgallery au Mans. De nombreuses expositions sont organisées autour de la photographie plasticienne réunissant des artistes tel que Ulrike Bolenz, Leveau Studio, Laurent Delhaye, Yves Quintin, Marie-Laure Mallet-Melchior, Georges Dumas et Adrienne Arth.

## Principales expositions
- 2024 Intelligence Artificielle et Art Mixtamediartgallery Le Mans
- 2022- MMOMA Moscow Museum of Modern Art RUSSIA Autour du Sciarsism / Sergey Dozdh
- 2021- National Art Museum of Ukraine Kiev . Rejoint le fond de la collection permanente . Autour du Sciarsisme Mouvement créé par Sergey Dozhd
- 2021- Artios Gallery NY USA
- 2021-  National Art Museum of Ukraine Kiev . Thebestartistes 2021 Exposition Sciarsiste
- 2021- Transfiguring Espace Maurice Rollinat Musée Micro-Folie Vierzon
- 2020- Art Paris Galerie Valérie Eymeric
- 2019 - ArtUp Foire Art contemporain Lille Transfiguring
- 2018 - Galerie Artkhein Art & Concept  Paris Genève
- 2017 - Galerie Valérie Eymeric Lyon
- 2016 - Galerie Olivier Waltman "Transfiguring"
- 2014 - Galerie Arnaud Bard Paris
- 2011 - Galerie Artima Paris
- 2009 - Galerie Yannick Lubiato  Washington
- 2008 - Galerie Judi A Saslow  Chicago
- 2007 - Art Miami    Miami
- 2006 - Galerie Carol Jazzar Miami
- 1990- Blanc et Noir Exposition collective avec Mario Prassinos, Pierre Dmitrienko,Gustave Singier, Roger Edgard Gillet... Catalogue de l exposition. Blanc et noir Préface de Kenneth White. Galerie Michel Broomhead rue de Seine Paris[13]
- 1991-Chapelle st libéral Ville de Brive. acquisition publique
- 1994-Centre d' Etude et de Recherche nucléaire CERN Genève, acquisition publique[14]
- 1996-Galerie Michel Broomhead rue de Seine Paris 10 ans d activité[15]
- 1998-Pékin Chine
- 1999-Sao Paulo Brésil
- 2001-Espace éthique-Hopital st Louis Paris
- 2002-Puls Art le Mans, acquisition publique[16]
- 2003-Sculptures et objets Bratislava
- 2004-Allkent Actuel Art Gallery Istanbul
- 2006-Galerie Meyer le Bihan Paris
- 2006-Exposition avec Ulrike Bolenz Galerie 5 Toulouse
- 2007-Art in Bloom Botanical Garden Gallery Carol Jazzar Miami[17]
- 2008- Judi A Saslow Gallery Chicago[18]
- 2009-Attis Art Gallery Washington
- 2010-Transversalité St jean de Mont.
- 2011- Galerie Arnaud Bard Boulogne[19]
- 2013 -Fotofever Paris Galerie Artima[20]
- 2014-Galerie ELV Eric la vieille Knokke le Zoute[21]
- 2015-Institut français de Rabat Maroc

## Principales parutions
- 2025: Nouvelles d’ Europe ; Conférence Musée Plantagenet le Mans
- 2024: Maine Découvertes. Article de Rémy Le Guillerm
- 2022: IA et Art Mixtamediartgallery Le Mans
- 2021 :  Mmoma  Moscou Museum of Modern Art catalogue Sciarsism et Sciarsists Exposition curator Sergey Dozdh
- 2021 : Abstraction and Sciarsism Catalogue Ministry of culture and information Policy of Ukraine Curator Vladimir Koziuk
- 2021 : Publication du catalogue "Optico-Narrative, l'art de la vision" avec Ulrike Bolenz, Olivier de Cayron, Jean-Philippe Deugnier, Max Foggéa, Eli Jiménez Le Parc, Marie-Laure Mallet-Melchior
- 2019 : Publication du catalogue "Paysages transfigurés", Galerie Valérie Eymeric - textes de Sikanda de Cayron
- 2018 : Publication de l'ouvrage Transfiguring avec les cofondateurs du Mouvement. Adrienne Arth, Georges Dumas, Marie Laure Mallet-Melchior, Françoise Peslherbe,Isabelle Seilern, VAM.
- 2017 : Publication de l'ouvrage "Transfiguring Optico-Narratif avec Jean-Philippe Deugnier, Ulrike Bolenz, Max Foggéa.
- 2017 : Publication dans le catalogue "Art Absolument" n°76
- 2017 : Publication dans le catalogue "Miroir de l'art" : "10 artistes pour les 10 ans d'Art Up"
- 2016 : Architecture Humaine Urbaine édition Art-Scenes
- 2016 : From portrait to self portrait "Antonio Nodar" édition art-Scenes
- 2014 : Transfiguring, Manifeste du mouvement de photographie-plasticienne
- 2013 : Publication dans "Artension"
- 2010 : Publication du catalogue d'exposition "23 artistes et 1 souris", Galerie Artima [22]
- 2010 : Publication dans le catalogue "Transversalité"
- 2008 : Publication dans le catalogue "Puls'Art"
- 2007 : Publication dans le "Magazine de la santé mentale" [23]
- 2007 : Publication dans "Biscaine Times Miami"
- 2006 : Publication dans "Art Press"
- 2004 : Publication dans le catalogue "Fait à la main, la création assistée par l'art", Kheops
- 2000 : Publication dans la revue mensuelle de l'hôpital Saint-Louis, La lettre de l'espace éthique
- 1996 : Publication dans la gazette de l'hôtel Drouot
- 1990 : Blanc et Noir (catalogue d'exposition) Galerie Michel Broomhead
- 1988 - 2011 : Création de la revue Art-scène, publication d'un numéro tous les ans